# Marek (Arndt)
Marek, imię świeckie Michael Arndt (ur. 29 stycznia 1941 w Chemnitz) – biskup Rosyjskiego Kościoła Prawosławnego poza granicami Rosji.

## Życiorys

### Studia i działalność naukowa
Po uzyskaniu matury w 1960 ochotniczo wstąpił do wojska. Po półtora roku zwolniony ze służby, rozpoczął studia na wydziale historyczno-filologicznym uniwersytetu we Frankfurcie nad Menem, które kontynuował w Heidelbergu. W czasie studiów poznawał języki rosyjski, czeski, macedoński, słowacki oraz serbsko-chorwacki. Uzyskał tytuł doktora slawistyki za pracę poświęconą literaturze biograficznej w księstwie twerskim w XIV i XV wieku. Studia nad językiem i literaturą rosyjską sprawiły, że Michael Arndt zainteresował się prawosławiem i zaczął uczestniczyć w życiu parafii Rosyjskiego Kościoła Prawosławnego poza granicami Rosji w Mannheim. Tam też w 1964 przeszedł na prawosławie. Wielokrotnie pielgrzymował do rosyjskiego klasztoru św. Pantelejmona na górze Athos, rozmawiał z żyjącymi tam mnichami. Równocześnie pracował na uniwersytecie w Erlangen jako wykładowca języka cerkiewnosłowiańskiego oraz literatury staroruskiej.

### Wczesna działalność w Kościele
W 1973 wyjechał do Belgradu na studia teologiczne na tamtejszym uniwersytecie, które ukończył eksternistycznie w 1979. Był w tym czasie jednym z uczniów duchowych archimandryty i późniejszego świętego Justyna (Popovića). W 1975 przyjął święcenia diakońskie. W tym samym roku zrezygnował z prowadzenia dalszej działalności akademickiej i udał się do żeńskiego monasteru w Chavincourt-Provemont, gdzie złożył wieczyste śluby zakonne przed arcybiskupem Stuttgartu i południowych Niemiec Pawłem (Pawłowem). Po trzech dniach został hieromnichem, po czym został skierowany do pracy w parafii w Wiesbaden. Już w roku następnym podniesiony do godności archimandryty. Hieromnich Marek pracował równocześnie w parafiach w Wiesbaden, Darmstadt oraz Saarbrücken.

### Biskup
30 listopada 1980 miała miejsce jego chirotonia na biskupa Monachium i południowych Niemiec. Uroczystość zorganizowano w soborze Ikony Matki Bożej „Znak” w Nowym Jorku pod przewodnictwem metropolity Filareta (Wozniesienskiego). Jako biskup pomocniczy eparchii berlińskiej i niemieckiej Rosyjskiego Kościoła Prawosławnego poza granicami Rosji zreorganizował monaster św. Hioba Poczajowskiego w Monachium, zainicjował powstanie eparchialnego wydawnictwa publikującego teksty teologiczne w językach rosyjskim i niemieckim. Sam zamieszkuje na stałe w monasterze św. Hioba także po tym, gdy jesienią 1982 objął katedrę berlińską i niemiecką jako arcybiskup ordynariusz. 
Od połowy lat 80. do 2016 był równocześnie ordynariuszem eparchii brytyjskiej i irlandzkiej, zaś od 1997 jest odpowiedzialny za misję Rosyjskiego Kościoła Prawosławnego poza granicami Rosji w Jerozolimie. Przewodniczył komisji Cerkwi Zagranicznej, która prowadziła z jej strony rozmowy z Rosyjskim Kościołem Prawosławnym w sprawie zjednoczenia obydwu struktur. W latach 1993–1997 koordynował również dialog między rosyjskimi eparchiami prawosławnymi działającymi na terenie Niemiec. 
13 maja 2008 Sobór Biskupów Rosyjskiego Kościoła Prawosławnego poza granicami Rosji wyznaczył go pierwszym zastępcą przewodniczącego Soboru.
10 grudnia 2019 r. otrzymał godność metropolity.